# Сарит Хадад
Сарит Хадад (на иврит: שרית חדד) (родена на 20 септември 1978 г.) e израелска певица.

## Биография
Родена е с името Сара Кудадатов в град Афула, а по късно се мести в Хадера.
Тя е от семейство на музиканти Мизрахи (баща ѝ е грузински евреин, а майка ѝ тунизийска еврейка) и е призната за дете чудо още на осемгодишна възраст. 
Започва да свири на пиано в местен клуб без знанието на родителите и. Родителите и са искали тя да стане лекарка и са възпрепятствали музикалното и развитие. Когато е на 10 години участва в състезание за млади таланти, където свири на пиано без дори да познава нотите. Освен на пиано тя може да свири и на китара, ксилофон, йоника, тарамбука, орган, чело, акордеон, тромбон и други инструменти. На 15 години се присъединява към „Hadera Youth Band“.

## Кариера
Когато тя е на 16 я открива Ави Гета, който е неин мениджър. Издава първия си албум на 17. Кариерата и на поп-певица е много успешна и много от нейните песни оглавяват израелските класации. Израелската телевизия я избира да представи страната на Евровизия през 2002, където участва с песента Light a Candle. През 2004 сътрудничи с Давид Д`ор при записването на DVD Pets in Tunes.
През декември 2006 привлича тълпи в Ню Йорк, Маями и Лос Анджелис с нейното турне „Sing with Sarit“. Юли 2007 Мадона обяви, че и е фенка. Сарит Хадад пее на много езици като например френски, английски, арабски, грузински, черкезки, български, турски, гръцки и разбира се на иврит. Издала е 21 албума, 13 от които са със статус златен и платинен. В края на 2009 е отличена с приза „Певица на десетилетието“. Изнесла е хиляди концерти в Израел, Европа, САЩ, Южна Африка и Бразилия. Била е жури в първия сезон на The Voice Israel.

## Личен живот
Разкрива през септември 2021 г., че е хомосексуална и живее с приятелката си, Тамар Яхаломи, на която посвещава своята песен "Ahava Kmo Shelanu" („Любов като нашата“).

## Албуми
| №  | име                                  | година на издаване            |
| -- | ------------------------------------ | ----------------------------- |
| 1  | Spark of life                        | 1995                          |
| 2  | Live in France                       | 1996                          |
| 3  | The Road I Chose                     | 1997                          |
| 4  | Was singing in Arabic                | 1997                          |
| 5  | Law of Life                          | 1998                          |
| 6  | Like Cinderella                      | 1999                          |
| 7  | Live at Heichal Hatarbut             | 1999                          |
| 8  | Doing What I Want                    | 2000                          |
| 9  | Sweet Illusions                      | 2001                          |
| 10 | Child of Love                        | 2002                          |
| 11 | Only Love Will Bring Love            | 2003                          |
| 12 | Celebration                          | 2004                          |
| 13 | Miss Music                           | 2005                          |
| 14 | Princess of Happiness (for children) | 2006                          |
| 15 | The One Who Watches Over Me          | 2007                          |
| 16 | The Beat Collection                  | 2008                          |
| 17 | The Smooth Collection                | 2008                          |
| 18 | The Race of Life                     | 2009                          |
| 19 | The Race of Life, Live at Caesarea   | 2010                          |
| 20 | 20                                   | 2011                          |
| 21 | Days of joy – Part One               | 2013                          |
| 22 | Days of joy – Part Two               | очаква се през септември 2014 |

## Сборни албуми с най-добри песни
| име на албума   | година на издаване |
| --------------- | ------------------ |
| The compilation | 2008               |
| The Best        | 2012               |

### DVDs
- DVD – The Show (Like Cinderella)
- DVD – In the Temple (Doing What I Want)
- DVD – In Caesarea (Sweet Illusions)
- DVD – Child of Love (in Caesarea)
- DVD – Only Love Will Bring Love (in Caesarea)
- DVD – Celebration (in Caesarea)
- DVD – All the Happy People (in Caesarea)
- DVD – Princess of Joy (For Kids)
- DVD – The Race of Life, Live at Caesarea 2009 (in Caesarea)

## Класации
| Година | Заглавие                    | Класация              | Позиция |
| ------ | --------------------------- | --------------------- | ------- |
| 1999   | Like Cinderella             | Israeli Albums Top 20 | 1       |
| 1999   | Live in the Culture Palace  | Israeli Albums Top 20 | 9       |
| 2000   | Doing What I Want           | Israeli Albums Top 20 | 3       |
| 2001   | Sweet Illusion              | Israeli Albums Top 20 | 1       |
| 2002   | Child of Love               | Israeli Albums Top 20 | 1       |
| 2003   | Only Love Will Bring Love   | Israeli Albums Top 20 | 2       |
| 2004   | Celebration                 | Israeli Albums Top 20 | 1       |
| 2004   | Celebration                 | MusicaNeto Top 30     | 1       |
| 2005   | Miss Music                  | Israeli Albums Top 20 | 1       |
| 2005   | Miss Music                  | MusicaNeto Top 30     | 8       |
| 2007   | The One Who Watches Over Me | MusicaNeto Unknown    | Unknown |